# 邱若華
邱若華（1988年7月25日—），中華民國政治人物，中國國民黨籍，現任桃園市第六選舉區立法委員、中國國民黨婦女部主任，英國布萊頓大學商學院碩士，曾任桃園市議會議長秘書、黃復興黨部黃國園委員會副主任委員。

## 生平
邱若華出生於桃園縣（今桃園市），英國布萊頓大學商學院碩士，也是現任桃園市議會議長邱奕勝姪女。
2024年，代表國民黨參選桃園市第六選舉區立法委員，擊敗獲民主進步黨支持的時任無黨籍立委趙正宇，順利當選。

## 選舉紀錄
| 年度 | 選舉屆數             | 選舉區           | 所屬政黨   | 得票數 | 得票率 | 當選標記 | 備註 |
| ---- | -------------------- | ---------------- | ---------- | ------ | ------ | -------- | ---- |
| 2024 | 第十一屆立法委員選舉 | 桃園市第六選舉區 | 中國國民黨 | 81,513 | 40.93% |          |      |